# شهرستان شیراز
شهرستان شیراز یکی از شهرستان‌های استان فارس ایران است. مرکز این شهرستان، شهر شیراز است.

## تقسیمات کشوری
شهرستان شیراز دارای ۴ بخش، ۱۱ دهستان و ۴ شهر به شرح زیر است:

### شهرستان شیراز
| بخش          | مرکز بخش   | جمعیت بخش (۱۳۹۵) | دهستان      | مرکز دهستان    | جمعیت دهستان (۱۳۹۵) | شهر              | جمعیت شهر (۱۳۹۵)         |
| ------------ | ---------- | ---------------- | ----------- | -------------- | ------------------- | ---------------- | ------------------------ |
| مرکزی        | شیراز      | ۱٬۷۶۰٬۰۶۴ نفر    | قره‌باغ      | شیراز          | ۵۴٬۶۳۰ نفر          | شیراز صدرا       | ۱٬۵۶۵٬۵۷۲ نفر ۹۱٬۸۶۳ نفر |
| مرکزی        | شیراز      | ۱٬۷۶۰٬۰۶۴ نفر    | بیدزرد      | بیدزرد سفلی    | ۲۲٬۰۶۳ نفر          | شیراز صدرا       | ۱٬۵۶۵٬۵۷۲ نفر ۹۱٬۸۶۳ نفر |
| مرکزی        | شیراز      | ۱٬۷۶۰٬۰۶۴ نفر    | کفترک       | شیراز          | ۱۴٬۴۸۵ نفر          | شیراز صدرا       | ۱٬۵۶۵٬۵۷۲ نفر ۹۱٬۸۶۳ نفر |
| مرکزی        | شیراز      | ۱٬۷۶۰٬۰۶۴ نفر    | دراک        | شیراز          | ۱۱٬۴۵۱ نفر          | شیراز صدرا       | ۱٬۵۶۵٬۵۷۲ نفر ۹۱٬۸۶۳ نفر |
| ارژن         | خانه زنیان | ۲۳٬۴۶۱ نفر       | قره‌چمن      | خانه زنیان     | ۷٬۸۵۴ نفر           | خانه زنیان       | ۴٬۰۲۷ نفر                |
| ارژن         | خانه زنیان | ۲۳٬۴۶۱ نفر       | کوهمره سرخی | ریچی           | ۷٬۰۰۹ نفر           | خانه زنیان       | ۴٬۰۲۷ نفر                |
| ارژن         | خانه زنیان | ۲۳٬۴۶۱ نفر       | دشت ارژن    | چهل چشمه کرونی | ۴٬۵۷۱ نفر           | خانه زنیان       | ۴٬۰۲۷ نفر                |
| داریان       | داریان     | ۱۷٬۶۷۳ نفر       | تربر        | تربر جعفری     | ۵٬۰۳۲ نفر           | داریان           | ۱۰٬۰۳۷ نفر               |
| داریان       | داریان     | ۱۷٬۶۷۳ نفر       | داریان      | دودج           | ۲٬۶۰۴ نفر           | داریان           | ۱۰٬۰۳۷ نفر               |
| سیاخ دارنگون | کدنج       | ۱۰٬۶۷۴ نفر       | سیاخ        | باب ایور       | ۵٬۴۶۲ نفر           | **************** | ****************         |
| سیاخ دارنگون | کدنج       | ۱۰٬۶۷۴ نفر       | دارنگون     | حسین‌آباد       | ۵٬۲۱۲ نفر           | **************** | ****************         |

## جاذبه‌های طبیعی
- دریاچه مهارلو
- دریاچه ارژن
- کوه دراک
- کوه بمو
- روستای قلات
- باباکوهی
- باغ‌های قصردشت
- باغ‌های انگور گلستان
- باغ‌های دینکان و منصورآباد
- رودخانه خشک[۱]
- رودخانه نهراعظم
- رودخانه چنار راهدار

## جاذبه‌های تاریخی و گردشگری
- ارگ کریم خان زند
- حمام وکیل
- قلعه کریمخانی
- بازار وکیل
- موزه پارس (آرامگاه کریم خان زند)
- آرامگاه حافظ
- آرامگاه سعدی
- باغ تخت
- باغ ملی
- باغ نظر
- باغ ارم
- باغ عفیف آباد
- باغ جهان‌نما
- باغ دلگشا
- باغ جنت
- باغ ایرانی
- باغ گل‌های دینکان
- پارک کوهستانی دراک
- پارک کوهستانی نور
- پارک کوهستانی بوستان
- موزه تاریخ طبیعی شیراز
- نارنجستان قوام
- خانه زینت الملوک
- موزه سنگ هفت تنان
- موزه اب
- پل علی بن حمزه
- شاهچراغ
- آرامگاه سیبویه
- آرامگاه خواجوی کرمانی
- دروازه قران
- آرامگاه شاه شجاع
- مدرسه خان
- مسجد وکیل
- مسجد نو
- مسجد جامع عتیق
- ساعت گل شیراز
- آرامگاه باباکوهی
- قصر ابونصر
- عمارت شاپوری
- مجتمع خلیج فارس و پردیس سینمایی شهر آفتاب
- پردیس سینمایی گلستان
- پردیس سینمایی شیراز مال
- پردیس سینمایی استاد امین تارخ
- پارک آزادی(پارک شهر)
- لونا پارک
- اکو پارکشهر جدید صدرا
- گرینلندشهر جدید صدرا
- پردیس سینمایی صدراشهر جدید صدرا

## مشاهیر
- حمیدرضا زارعی (وصال)
- سعدی
- محمد جعفر محلاتی
- حافظ
- بهاءالدین محلاتی
- ملاصدرا
- شوریده شیرازی
- صورتگر
- فرصت شیرازی
- ستار زارع
- بیژن سمندر
- سیمین دانشور
- بیدل شیرازی
- عباس دوران
- کریم خان زند
- لطفعلی خان زند
- علی اصغر خدادوست
- محمد نمازی
- عبدالمجید سپاسی
- آیت الله میرزای شیرازی
- سیبویه
- سید علی ملک حسینی
- احمد احمدنژاد
- خواجوی کرمانی
- باباکوهی
- حمید دیرین
- قاانی
- قطب الدین شیرازی
- عرفی شیرازی
- وصال شیرازی
- همای شیرازی
- مهدی حمیدی شیرازی
- علی اصغر حکمت
- فیروز نادری
- اهلی شیرازی
- حیدر شیرازی
- شاه داعی الله
- بابا فغانی شیرازی
- شاهین شیرازی
- امین تارخ
- محمد ناصریراد
- غلامحسین پیروانی
- افشین پیروانی
- پرویز کاردان
- گوهر خیراندیش
- جمشید اسماعیل خانی
- علی مظفریان
- علی رضا امامی فر
- مهرزاد معدنچی
- داریوش یزدانی
- امید نوروزی
- ساره جوانمردی
- سروش رفیعی
- سیاوش اکبرپور
- سیروس قهرمانی
- خلیل عقاب
- والری جارت
- حلاج
- حسن پورشیرازی
- ابش خاتون
- مهدی شیری
- علی کلانتری
- محمد ناظم الشریعه
- حمید ماهی صفت
- فرهنگ هلاکویی
- محمد فیلی
- محمدرضا گرایی
- محمد علی گرایی
- عنایت اله پوستچی
- فریدون توللی
- زینت الملوک
- محمد خلیل خلیلی شیرازی
- محمد بهمن بیگی
- ابراهیم گلستان
- جلال‌الدین شاه‌شجاع
- منوچهر حاجی زاده

## هتل‌ها
- هتل هما *****
- هتل بزرگ شیراز *****
- هتل چمران *****
- هتل پارس شیراز *****
- هتل زندیه *****
- هتل پرسپولیس *****
- هتل الیزه ****
- هتل رویال ****
- هتل پارسیان ****
- هتل ستارگان ****
- هتل رز شهر جدید صدرا *****
- هتل پارسه ****
- هتل پارک سعدی ***
- هتل ارگ ***
- هتل ملاصدرا ***
- هتل ارم ***
- هتل ریتون شیراز ***
- هتل امیرکبیر ***
- هتل کریم خانی **
- هتل لطفعلی خان **
- هتل اطلس ***
- متل دنا شیراز ***
- هتل جهانگردی ***
- هتل پارک ***
- هتل صدرا **
- هتل آریانا **
- هتل کوثر **
- هتل یورد شیراز *
- هتل آپارتمان جام جم ***
- هتل آپارتمان پارمیس *
- هتل آپارتمان تچر ***
- هتل کیوان *
- هتل حافظ **
- هتل رودکی ***
- هتل اریوبرزن ****
- هتل آناهیتا **
- هتل نصیرالملک **
- هتل وکیل ***
- هتل نیایش ***
- هتل شیرازیس ***
- هتل شاهد *****
- هتل خلیج فارس *****
- هتل آسمان *****
- هتل دراک *****
- هتل سورنا

## ورزشگاه و سالن‌های ورزشی
- ورزشگاه پارس
- ورزشگاه حافظیه
- ورزشگاه شهدای ارتش شیراز
- ورزشگاه دستغیب
- ورزشگاه برق شیراز
- سالن ۶ هزار نفری شهید سلیمانی
- سالن بین‌المللی نوین شهر صدرا
- سالن چند منظوره حجاب
- سالن چند منظوره آموزش و پرورش
- سالن چند منظوره کولاک
- سالن چند منظوره تربیت
- سالن فوتسال شهید ابولفتحی
- مجموعه ورزشی علوم پزشکی شیراز
- مجموعه ورزشی مجتمع احسان
- سالن جهاد دانشگاهی
- سالن زنده یاد مهران اعتمادی
- سالن فوتسال مخابرات
- سالن فوتسال بیمارستان پیوند اعضا
- سالن فوتسال خلیلی
- سالن فوتسال شاهد
- سالن کشتی تختی شیراز

## بیمارستان‌ها و مراکز درمانی
- بیمارستان نمازی
- بیمارستان دکتر چمران
- بیمارستان شهید رجایی
- بیمارستان حافظ
- بیمارستان مرکزی
- بیمارستان اردیبهشت
- بیمارستان امام رضا
- بیمارستان دنا
- بیمارستان بعثت
- بیمارستان خلیلی
- بیمارستان شهید دکتر بهشتی
- بیمارستان دکتر فرهمندفر
- بیمارستان شهید فقیهی
- بیمارستان روان‌پزشکی ابن‌سینا
- بیمارستان روان‌پزشکی جنت
- بیمارستان شهید دستغیب
- بیمارستان کوثر
- بیمارستان پیوند اعضا ابوعلی سینا
- بیمارستان قطب‌الدین شیرازی
- بیمارستان سوانح سوختگی و ترمیمی امیرالمؤمنین
- بیمارستان قلب خاتم الانبیاء
- بیمارستان قلب الزهرا
- بیمارستان آنکولوژی امیر
- بیمارستان سرطان جنوب
- بیمارستان دکتر خدادوست
- بیمارستان دکتر میرحسینی
- بیمارستان دکتر میر
- بیمارستان اعصاب و روان سلامی
- بیمارستان اعصاب و روان پرتو
- بیمارستان اعصاب و روان استاد محرری
- بیمارستان شهید دوران
- بیمارستان علوی
- بیمارستان شهریار
- بیمارستان ایران
- بیمارستان پارس
- بیمارستان ۵۷۶ ارتش
- بیمارستان مسلمین
- بیمارستان مادر و کودک غدیر
- بیمارستان کودکان شهید حجازی
- بیمارستان دکتر امامی
- بیمارستان نفت شیراز
- بیمارستان حضرت زینب
- بیمارستان شوشتری
- بیمارستان حضرت علی‌اصغر
- بیمارستان مشیر
- بیمارستان شفا
- بیمارستان کسری
- بیمارستان شهید مظفری
- بیمارستان خیریه رسول اعظم
  - درمانگاه پوستچی
- درمانگاه تخصصی محمد رسول‌الله
- درمانگاه تخصصی بوعلی سینا شهرک گویم
- درمانگاه رضوان
- درمانگاه حکیم
- درمانگاه مطهری
- درمانگاه سپهر
- درمانگاه مسجد الرسول قصردشت
- درمانگاه تأمین اجتماعی حافظ
- درمانگاه نادر کاظمی
- درمانگاه قشقایی
- درمانگاه اقبال
- درمانگاه توحید
- درمانگاه آزادی
- درمانگاه هخامنش
- بهداری ناجا شیراز